# Орден «Герой Нації»
Орден «Герой Нації» — вище почесне звання Чеченської Республіки Ічкерія, що присвоюється указом президента ЧРІ «за виняткову проявлену мужність і героїзм під час бойових операцій».

## Нагороджені
- Акаєв Ахмед[1];
- Арсаєв Асламбек;
- Астаміров Іса Ібрагімович;
- Асхан Ваха Саїд[2];
- Бадруді Ахьмад[2];
- Базуркаєв Іса Солтахметович;
- Бютукаєв Аслан Авгазарович;
- Велавічус Лінас[3];
- Вутс Мовлі Альва[2];
- Гаєв Салават[3];
- Даршаєв Вахіт Лешієвич;
- Джамі Ібрагім[2];
- Жиєналієва Жетен;
- Зумсо Хаджі-Мурадх[2];
- Келоєв Шад[2];
- Литвиненко Олександр Вальтерович[1];
- Мадаєв Муса[1];
- Мансур Мумін[2];
- Медет Онлу;
- Молаєв Рашид Гайрбекович;
- Мохьмад Хасан Абдула[2];
- Музичко Олександр Іванович[3];
- Садаєв Муслім[2];
- Сайд-Селім Іса Аслан[2];
- Самір бін Салех ас-Сувейлім[3];
- Саралієв Шамхан Асламбекович;
- Амаєв Хаважі[2];
- Челнов Олег Йосипович[3].